# Asociación Madrileña de Espina Bífida
La Asociación Madrileña de Espina Bífida (AMEB) es una entidad sin ánimo de lucro que trabaja para conseguir mejorar la calidad de vida de las personas con espina bífida (EB) residentes en la Comunidad de Madrid.
Creada en 1976, esta asociación está declarada como entidad de Utilidad Pública.
Su objetivo principal es el de generar recursos para favorecer el desarrollo personal, social y laboral de las personas afectadas por esta discapacidad, así como promover su integración familiar, escolar, social, laboral, etc.
Dispone de tres edificios en la Comunidad de Madrid, dos de ellos en Madrid capital: un centro de atención infantil donde se atienden a los usuarios desde recién nacidos (atención temprana) hasta los 18 años, y un centro de atención a adultos (centro de día concertado con la Comunidad de Madrid). y otro centro de día en Alcorcón, junto a la carretera A-5 y la Estación de San José de Valderas (inaccesible para sillas de ruedas).
Es miembro de la Federación de Asociaciones de Personas con Discapacidad Física y Orgánica de la Comunidad de Madrid (FAMMA-Cocemfe Madrid) desde 2008.